# Bundesfeiertag

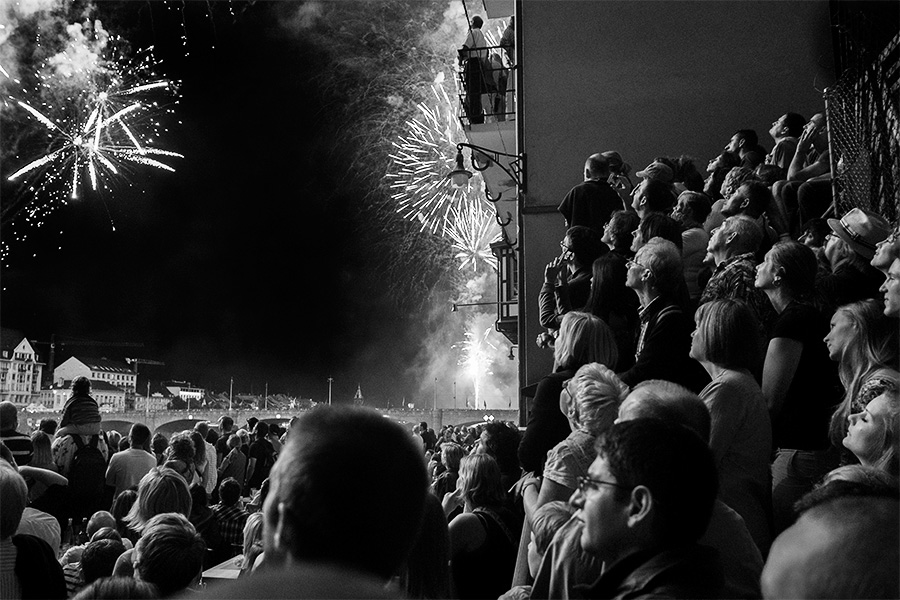
Bundesfeier in Basel (2012)

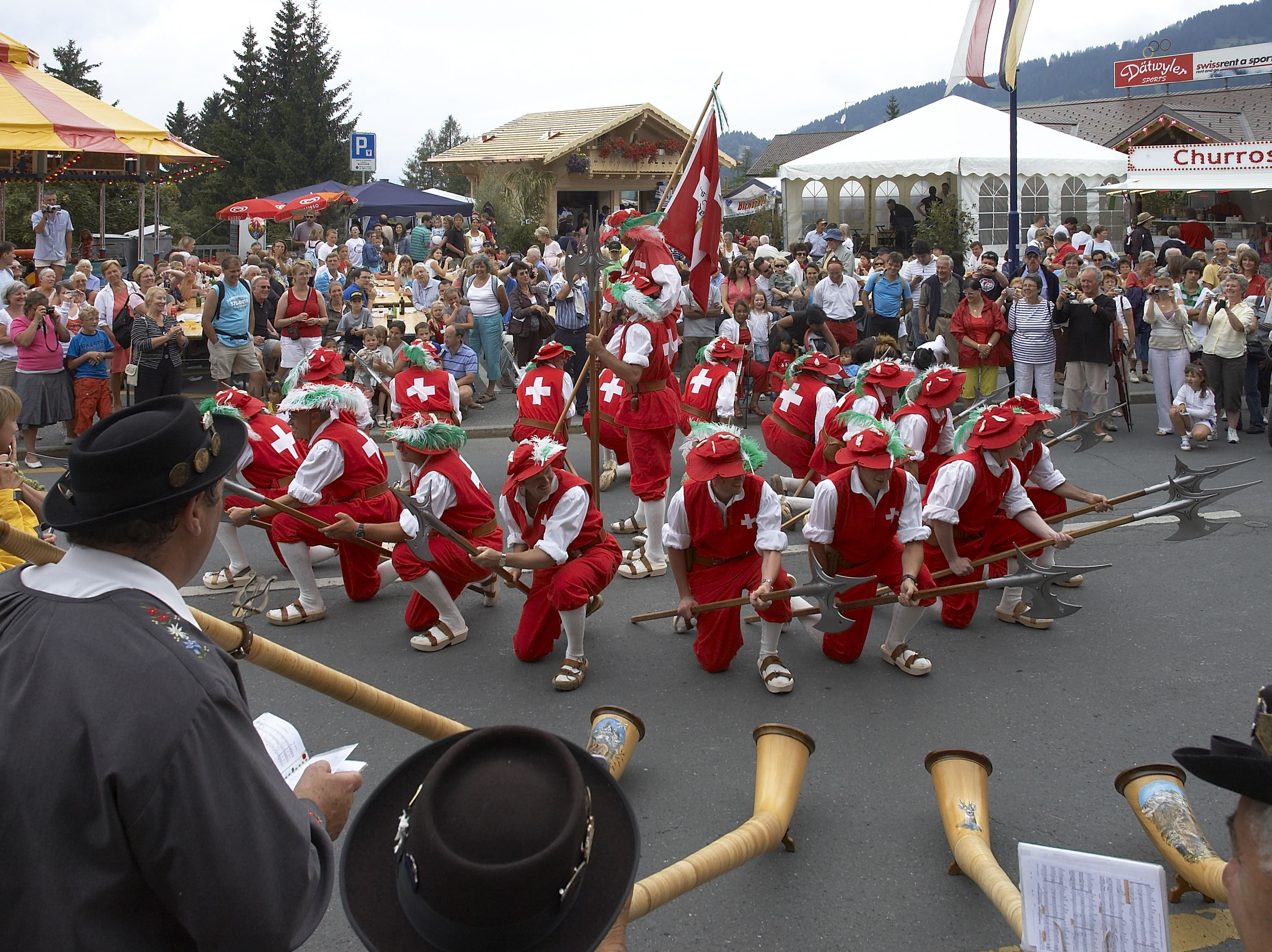
Darbietung in Villars-sur-Ollon (2008)

Bundesfeiertag (französisch fête nationale, italienisch festa nazionale, Rumantsch Grischun festa naziunala) ist die offizielle Bezeichnung des Nationalfeiertages der Schweizerischen Eidgenossenschaft am 1. August. Üblicher im Schweizer Standarddeutschen sind die Bezeichnungen 1. August und Bundesfeier. Das Datum 1. August wurde gewählt in Bezug zum Bundesbrief von Anfang August 1291.

## Geschichte des Feiertags
Der Tag wurde erstmals am 1. August 1891 gefeiert und ab 1899 in der gesamten Schweiz jährlich wiederholt. Auf dass der Tag nicht nur in «blossem Vergnügen und Feiern» erschöpfe, wurde auf Initiative des St. Galler Kaufmanns Albert Schuster junior im Jahr 1909 ein Komitee zur Bundesfeierspende gegründet. Diese wurde ab 1910 durch den Verkauf von Postkarten gesammelt. Der Sammlungszweck wurde anfangs noch mit der Schweizer Regierung abgesprochen. In jenen Jahren, in welchen ein Sozialstaat noch kaum existierte, wurde das gesammelte Geld für Hilfe an Bedürftige verwendet. Bereits die erste Karte trug den Aufdruck «Pro Patria», den späteren offiziellen Namen des Bundesfeier-Komitees. Bis 1960 erschienen die Postkarten, seit 1923 gab es zusätzlich zur Bundesfeier das so genannte «Erst-August-Abzeichen».

Plakat zur Bundesfeier von 1922 in Basel

Der Bundesfeiertag ist in der Schweiz ein gesetzlicher Feiertag, aber bis 1993 war er je nach Kanton entweder ein normaler Arbeitstag, ein halber oder ein ganzer öffentlicher Ruhetag. 
Seit dem 1. Juli 1994 ist der Schweizer Nationalfeiertag gesamtschweizerisch ein arbeitsfreier Tag, nachdem die Ergänzung des Art. 110 Abs. 3 der Bundesverfassung vom Schweizer Stimmvolk die Volksinitiative «für einen arbeitsfreien Bundesfeiertag» (1. August-Initiative) am 26. September 1993 angenommen wurde.
Der 1. August bezieht sich auf den Bundesbrief von 1291, der auf Anfang August datiert ist.
Damit besteht kein Bezug zum Rütlischwur, der seit Mitte des 16. Jahrhunderts auf den «Mittwoch vor Martini» 1307, also auf den 8. November datiert ist.
Die Idee, das Jahr 1291 als Gründungsjahr der Eidgenossenschaft und den 1. August als Bundesfeiertag festzulegen, geht auf die Initiative der Berner zurück: Dort wollte man 1891 das 700-jährige Bestehen der Stadt feiern. Die Verbindung mit einer 600-Jahr-Feier der Eidgenossenschaft kam da sehr gelegen. Im Bericht, den das Departement des Innern am 21. November 1889 zuhanden des Bundesrates verfasste, war denn auch tatsächlich eine zweitägige Feier in Bern und nicht etwa in der Innerschweiz vorgesehen. Mit dem Bundesbrief von 1291, der das Verteidigungsabkommen zwischen den drei Urkantonen festhielt, hatte man jedoch ein Dokument gewählt, das nicht unumstritten war. Historiker zählten schon im 19. Jahrhundert für den Zeitraum von 1251 bis 1386 82 Dokumente, mit denen ähnliche Bünde besiegelt wurden. Namentlich der Bund zu Brunnen von 1315 galt vielen als Gründungsakt der Eidgenossenschaft, wenn man denn nicht überhaupt von einer schrittweisen Entstehung der Eidgenossenschaft ausging.
Noch bis ins 20. Jahrhundert hielt sich auch Aegidius Tschudis Datum des Rütlischwurs (8. November 1307) als Geburtsstunde der Eidgenossenschaft. 1907 wurde in Altdorf UR im Beisein einer Bundesratsdelegation das 600-jährige Bestehen der Eidgenossenschaft gefeiert. Seither hat sich die Erinnerung an das Jahr 1307 als Datum des Rütlischwurs und damit als Gründungsjahr der Eidgenossenschaft verloren. Im neuen Nationalmythos, der in der Zeit des Zweiten Weltkrieges – unter anderem mit dem Rütlirapport von General Guisan oder mit der 650-Jahr-Feier von 1941 – geprägt wurde, verband sich der Rütlischwur-Mythos mehr und mehr mit dem vom Bundesrat 1889 festgelegten Schweizer Bundesfeiertag.
Das 1909 gegründete Bundesfeierkomitee (heute Pro Patria) begann 1910 mit der Herausgabe von Bundesfeier-Postkarten zur Beschaffung finanzieller Mittel für gemeinnützige Zwecke, etwa für das Schweizerische Rote Kreuz oder die Mütterhilfe. 1923 kam das offizielle 1.-August-Abzeichen hinzu, 1938 ergänzt durch die Bundesfeier-Briefmarke mit Taxzuschlag als drittem Sammlungsmittel. Die Bundesfeierkarten wurden 1960 eingestellt, während der Verkauf von Abzeichen und Briefmarken durch Schulkinder bis heute weitergeführt wird. Seit 1992 unterstützt die Stiftung Pro Patria damit die Erhaltung und Pflege von Kulturlandschaften und Baudenkmälern.
1993 fand erstmals der seither zur Tradition gewordene 1.-August-Brunch auf einzelnen Bauernhöfen statt. 2007 empfingen 420 Bauernbetriebe insgesamt 200'000 Gäste. An diesem Bauernhof-Frühstück werden vor allem Milch, Müesli, Früchte, frischer Zopf, 1.-August-Weggen, Käse, Wurst und hausgemachte Rösti angeboten. Der Brunch wird vom Schweizer Bauernverband koordiniert.
Zum Brauchtum gehört heute das Abbrennen von Feuerwerk am Abend des 1. August, teilweise von Kommunen organisiert, vorwiegend aber bei privaten Feiern. Die Dürre und Hitze in Europa 2018 sorgte jedoch dafür, dass in jenem Jahr in vielen Orten wegen der Waldbrandgefahr keine Höhenfeuer und Feuerwerke gezündet werden durften, da ein absolutes Feuerverbot im Freien galt. Infolge des Klimanotstands haben die Stadt Olten und die Gemeinde Stein auch das 1.-August-Feuerwerk 2019 abgesagt. Die Genossenschaft Migros Aare verzichtet seit Ende 2018 vollständig auf den Verkauf von Feuerwerkskörpern. Seit dem Jahr 2020 verzichtet auch die Stadt Bern auf das Abbrennen des 1.-August-Feuerwerkes.
2020 und 2021 wurden die offiziellen Bundesfeiern wegen der Corona-Pandemie von einigen Gemeinden abgesagt. Die Dürre und Hitze in Europa 2022 sorgte auch in jenem Jahr vielerorts für Feuer- und Feuerwerksverbote, auch 2023 war betroffen.

## Festivitäten und Bräuche am 1. August

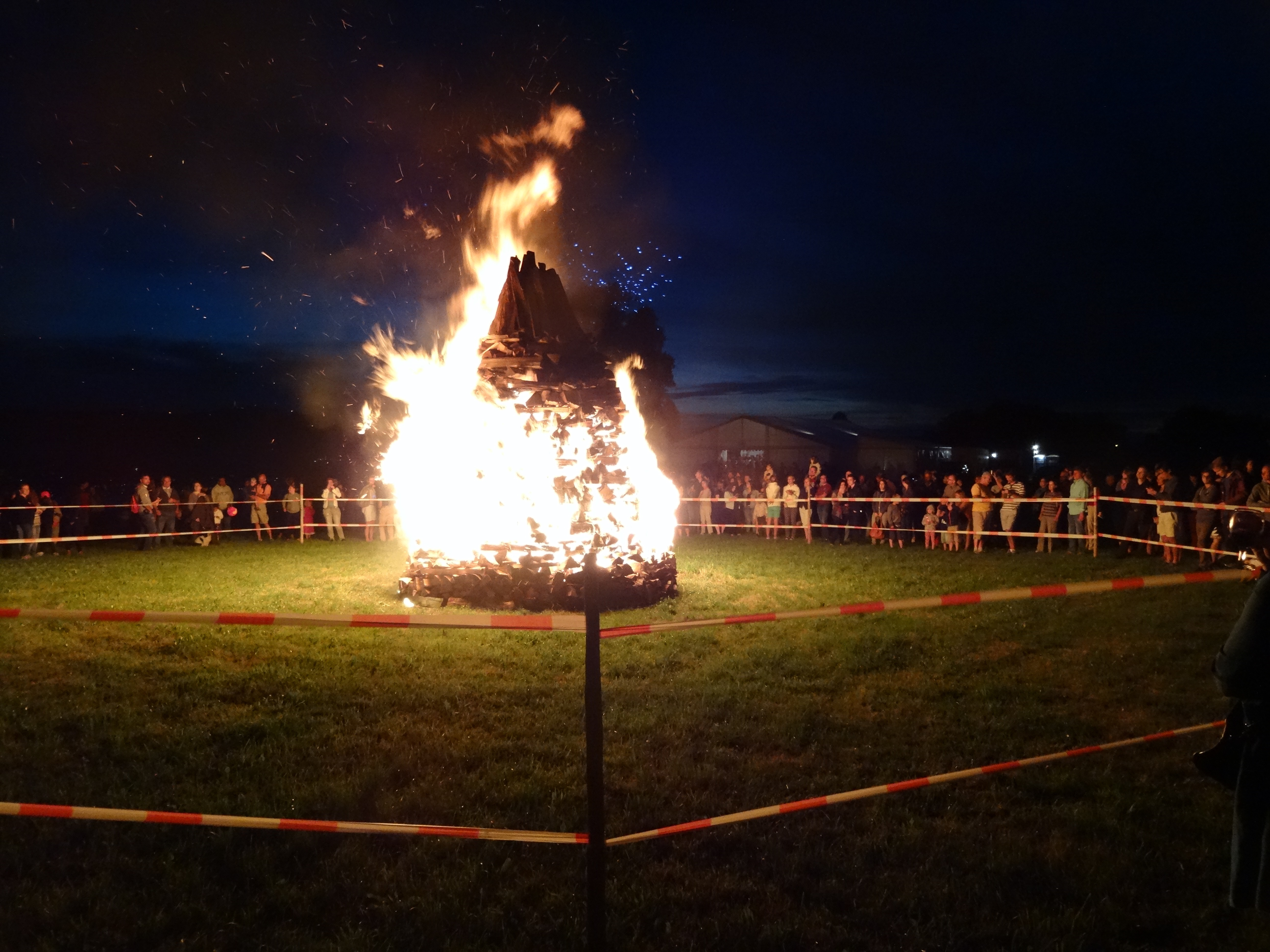
1. Augustfeuer in Zollikon

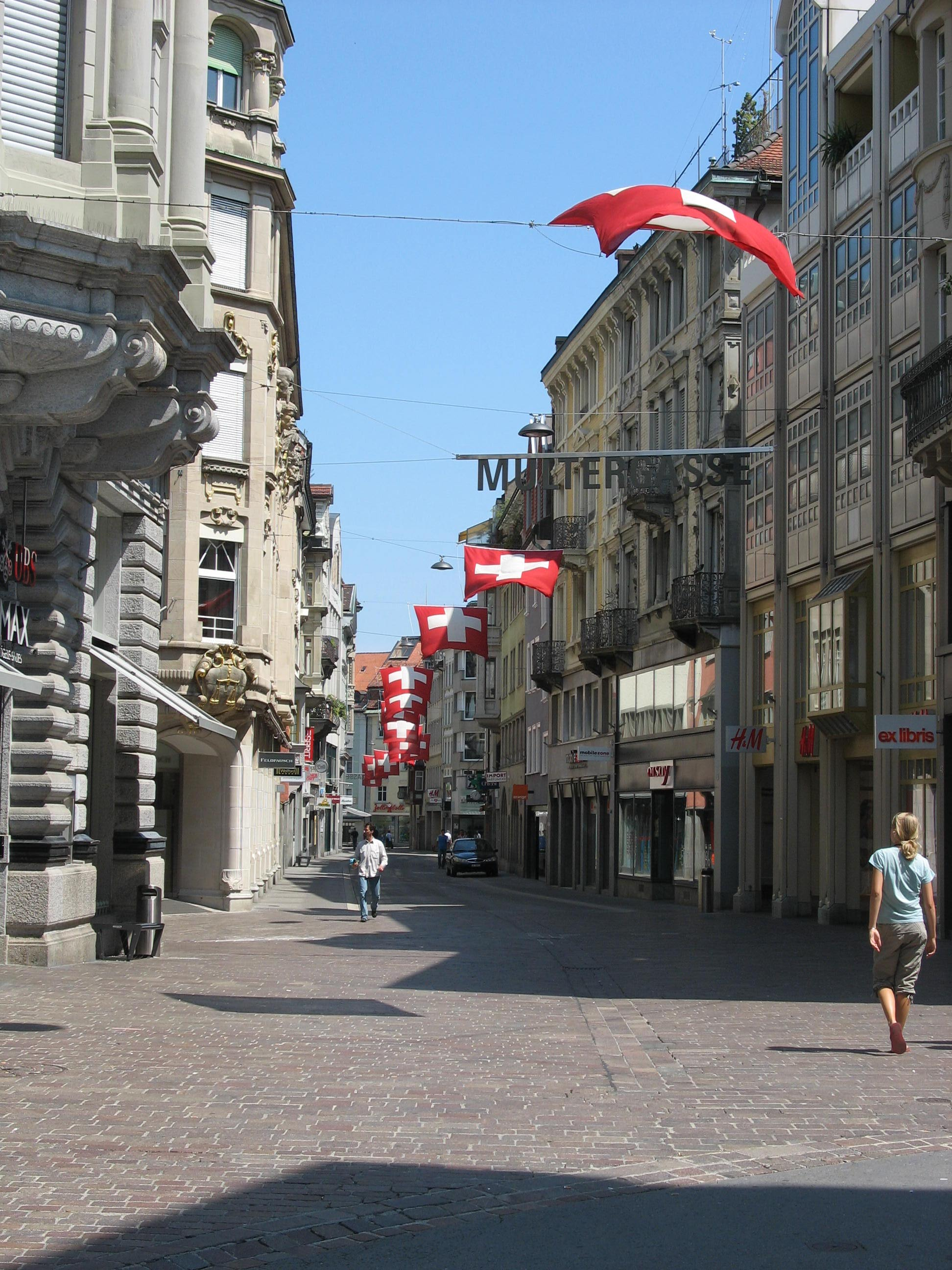
Schweizerfahnen in der Multergasse in St. Gallen

Viele Menschen schmücken ihr Zuhause mit Schweizer-, Kantons- und Gemeindefahnen. Die Beflaggung der öffentlichen Gebäude, Strassen und Plätze ist an den meisten Orten gesetzlich vorgeschrieben.
In den Gemeinden finden am Nachmittag oder abends Feiern statt, wobei jede Ortschaft ihre eigenen Traditionen pflegt. Gebete für Volk und Vaterland, das Singen der Nationalhymne (Schweizerpsalm) und Glockenläuten gehören meistens dazu. An manchen Orten werden traditionelle Trachten getragen. Oft hält eine Persönlichkeit des öffentlichen Lebens eine Rede und der örtliche Musikverein spielt auf.
Bei Einbruch der Dunkelheit beleuchten Kinder ihre Lampions und vielerorts werden private oder öffentliche Feuerwerke abgebrannt. Auf vielen Berggipfeln und Anhöhen brennen meterhohe Höhenfeuer.
In einigen Kommunen (zum Beispiel Biel/Bienne) findet die offizielle Bundesfeier schon am Vorabend statt. In Basel wird seit 1993 die inoffizielle «Bundesfeier am Rhein» am 31. Juli gefeiert; sie beruht auf der Tradition des früheren «Rheinnachtfests». Die lokalen Musikvereine sind fester Bestandteil des Festprogramms. Es gibt zahlreiche Konzerte auf dem Festgelände am Rhein. Dieses erstreckt sich am Kleinbasler Rheinufer von der Johanniter- bis zur Wettsteinbrücke sowie in Grossbasel von der Johanniterbrücke bis zur Mittleren Brücke und von der Schifflände zum Marktplatz. Durchschnittlich nehmen 100'000 Besucher aus der Stadt und der Umgebung an der Bundesfeier teil. Auf dem Rhein selbst wird sowohl ein Schlauchbootrennen als auch das Sternenleuchten, eine Benefiz-Lichtaktion für Entwicklungsländer, abgehalten. Das anschliessende grosse Feuerwerk wird jeweils auf zwei Rheinschiffen ober- und unterhalb der Mittleren Brücke gezündet. Die offizielle Basler Bundesfeier findet am 1. August auf dem Bruderholz statt.
Eine nationale Feier hat sich nicht eingebürgert. Lediglich auf dem Rütli, der Legende nach die «Wiege der Eidgenossenschaft», veranstaltet die Schweizerische Gemeinnützige Gesellschaft (SGG) seit 1942 regelmässig eine Bundesfeier, die sich an alle Einwohner der Schweiz richtet. Überdies wird eine feierliche Radio- und Fernsehansprache des Bundespräsidenten ausgestrahlt. Abends wurde früher in den öffentlich-rechtlichen SRG-Fernsehprogrammen eine für die vier Sprachregionen gemeinsame Bundesfeier-Sendung aus einer Gemeinde übertragen. Seit einigen Jahren heisst diese Sendung auf Schweizerdeutsch Lueget vo Berg und Tal und besteht aus redaktionellen Beiträgen, durch welche Moderatoren aus den vier Sprachregionen führen.
In der gesamten Schweiz läuten um 20 Uhr alle Kirchenglocken während einer Viertelstunde. Der Schweizer Nationalfeiertag wird auch weltweit an den Botschaften der Schweiz gefeiert.
Grenzüberschreitende Bundesfeier
Der Schweizer Nationalfeiertag wird in der geteilten Stadt Laufenburg seit vielen Jahren an der Grenze zwischen der Schweiz und Deutschland gefeiert. An der Alten Rheinbrücke, welche die beiden Stadtteile verbindet, treten die Musik- und Tanzgruppen aus beiden Ländern um die Grenzlinie auf. Laufenburg wurde 1801 durch Napoleon Bonaparte entlang des Rheins in zwei Hälften geteilt, der südliche Teil gehört zur Schweiz (Kanton Aargau) und der nördliche Teil zu Deutschland (Land Baden-Württemberg).